# Амстердамская декларация (2002)
Амстердамская декларация 2002 — это изложение фундаментальных принципов современного гуманизма. Декларация была принята Генеральной ассамблеей Международного гуманистического и этического союза (МГЭС) на Всемирном гуманистическом конгрессе в 2002 году. Согласно МГЭС Декларация является «официальным выражением взглядов всемирного гуманизма». Она была поддержана всеми странами, членами МГЭС. Декларация подчеркивает, что гуманизм является результатом многовековой традиции свободомыслия. Декларация простыми и понятными каждому человеку словами пытается выразить мировоззренческую позицию, основанную на разуме и нравственности, и призывает всех людей доброй воли объединиться на этой платформе для решения проблем человечества.
Английский оригинал текста декларации использует заглавные буквы для терминов «гуманизм» и «гуманист», что является рекомендованной МГЭС практикой с целью укрепления идентичности и единства гуманистов. Это соответствует нормам английского языка для обозначения религиозных учений и мировоззрений, а также их приверженцев. Некоторые влиятельные представители МГЭС (Х.Д. Блэкхем, Levi Fragell, Corliss Lamont, Harry Stopes-Roe, Rob Tielman) рекомендуют также не использовать никаких дополнительных прилагательных перед словом «гуманизм» для укрепления единства всех гуманистов. Хотя эти правила не являются общепринятыми, большинство стран, членов МГЭС, следуют им.

## Гуманистические принципы
Ниже приводится краткое изложение гуманистических принципов Амстердамской декларации 2002.
- Гуманизм этичен. Мораль — это неотъемлемое свойство человеческой природы, основанное на понимании и заботе об окружающих. Она не нуждается во внешнем утверждении.
- Рационален. Наука должна быть использована в целях созидания, а не разрушения. Научные достижения — это средства для утверждения человеческих ценностей. Решение мировых проблем зависит от промысла и действий людей, а не от божественного вмешательства.
- Поддерживает демократию и права человека. Гуманизм стремится к максимально возможному развитию каждого человека. Принципы демократии и прав человека могут применяться ко многим сферам человеческой деятельности и не должны быть ограничены властями.
- Личная свобода должна сопровождаться социальной ответственностью. Гуманизм стремится к построению мира на основе идеи о свободном человеке, ответственным перед обществом и осознающим свою зависимость от окружающего мира и ответственность за него. Гуманизм не догматичен. Образование должно быть свободно от идеологической обработки.
- Гуманизм является альтернативой догматической религии. Достоверное знание об окружающем мире возникает в процессе наблюдения, оценки и проверки, а не из божественного откровения.
- Гуманизм признает ценность художественного творчества и воображения. Искусство имеет силу менять человека, способствуя его развитию.
- Гуманизм — это жизненная позиция, состоящая в стремлении к творческой и этичной жизни. Вызовы времени должны разрешаться этично и рационально. Гуманизм — образ жизни для всех.

## История
На первом Всемирном гуманистическом конгрессе в Нидерландах в 1952 году МГЭС принял Амстердамскую декларацию, излагающую основные принципы гуманизма. Через 50 лет на Всемирном гуманистическом конгрессе 2002 года МГЭС принял новую, современную версию Декларации под названием «Амстердамская декларация 2002». Наряду с так называемыми Гуманистическими манифестами (1933, 1993, 2003) Декларация является основополагающим документом, раскрывающим содержание современного гуманизма как жизненной позиции и мировоззрения.